# Ken Jones (rugby à XV, 1921)
Pour les articles homonymes, voir Ken Jones et Jones.

a Compétitions nationales et continentales officielles uniquement.

b Matchs officiels uniquement.
Kenneth Jeffrey Jones, né le 30 décembre 1921 à Blaenavon et mort le 18 avril 2006 à Newport, est un joueur gallois de rugby à XV ayant joué au poste d’ailier droit en sélection nationale de 1947 à 1957. Il est également un athlète qui a été médaillé olympique.

## Biographie
Il commence par l’athlétisme. Aux Jeux olympiques d'été de 1948 à Londres, il remporte la médaille d'argent en relais 4 × 100 m avec ses compatriotes Alastair McCorquodale, Jack Gregory et John Archer. Il ne vient réellement au rugby que sur le tard.

## Palmarès

### Rugby à XV
- 44 sélections nationales, de 1947 à 1957 – 1 capitanat en 1954
- Sélections galloises par années : 1947 (5), 1948 (4), 1949 (4), 1950 (4), 1951 (5), 1952(4), 1953 (5), 1954 (4), 1955 (4), 1956 (4), 1957 (1)
- 17 essais avec les Gallois
- 3 sélections avec les Lions britanniques en 1950, lors de la tournée en Nouvelle-Zélande (3 – 1 nul, 2 défaites) et en Australie (0)
- 2 essais avec les Lions en 1950
- Participation à onze éditions du Tournoi des Cinq Nations
- Vainqueur du tournoi à 6 reprises, en 1947 (ex æquo avec l’Angleterre ; 1er tournoi après-guerre), 1950 (Grand Chelem), 1952 (Grand Chelem), 1954 (ex æquo avec la France et l’Angleterre), 1955 (ex æquo avec la France) et 1956
- Vainqueur des All Blacks en 1953 à Cardiff (inscrivant par ailleurs l’essai qui permet la victoire des Gallois)
- Vainqueur des Australiens en 1947 à Cardiff

### Athlétisme

#### Jeux olympiques d'été
- Jeux olympiques d'été de 1948 à Londres (Royaume-Uni)
  - éliminé en demi-finale sur 100 m
  -  Médaille d'argent en relais 4 × 100 m

#### Championnats d'Europe d'athlétisme
- Championnats d'Europe d'athlétisme de 1954 à Berne (Suisse)
  -  Médaille d'argent en relais 4 × 100 m

#### Jeux de l'Empire britannique et du Commonwealth
- Jeux de l'Empire britannique et du Commonwealth 1954 à Vancouver (Canada)
  - 6e sur 100 y
  -  Médaille de bronze sur 220 y